# 旭江野橋

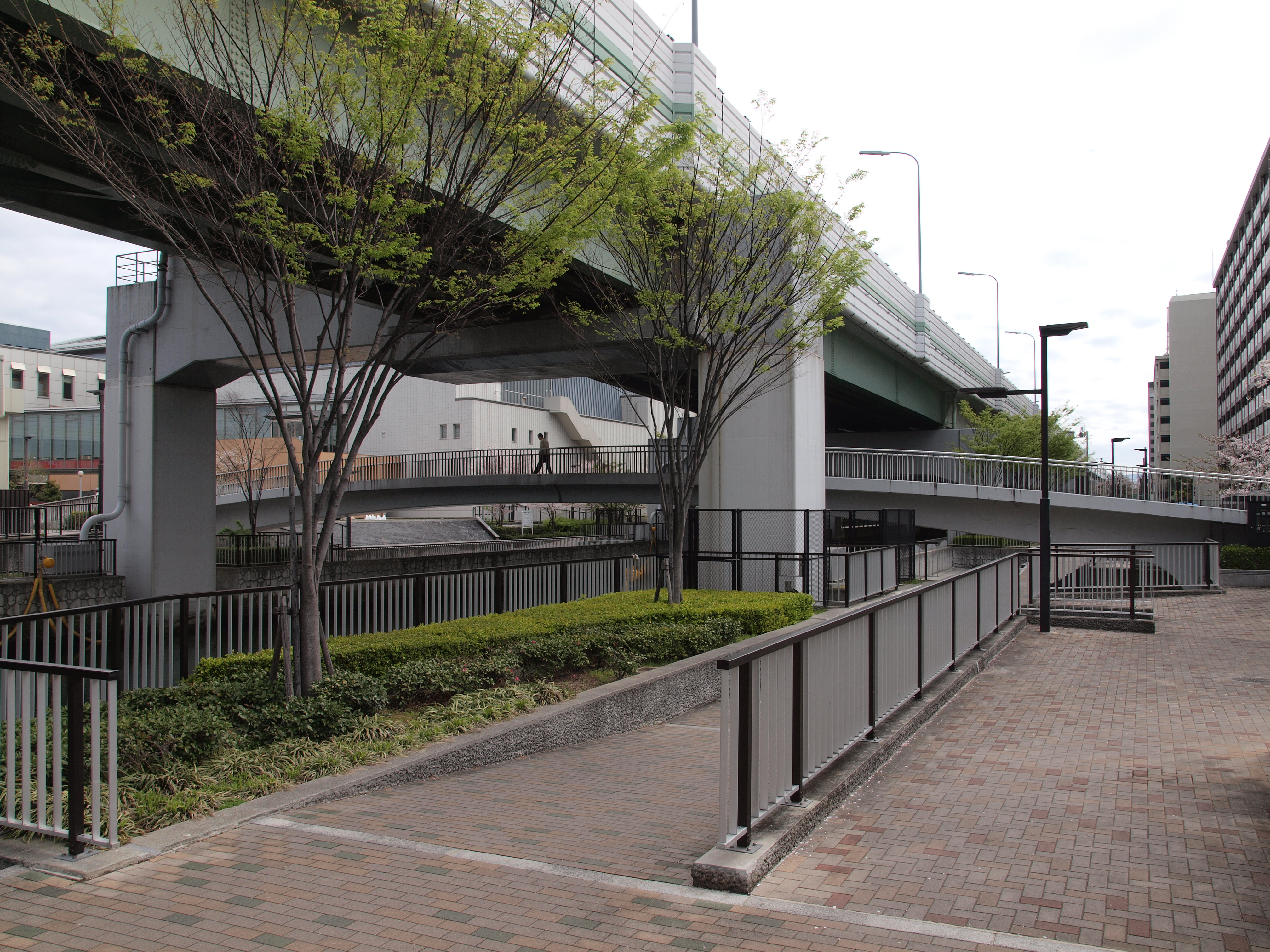
旭江野橋

旭江野橋（あさひえのばし）は、大阪府大阪市旭区中宮と、同区高殿を結ぶ城北川に架かる自転車・歩行者専用橋。
構造全体が優美な曲線によって構成されており、昭和51年度土木学会田中賞を受賞した。

## 概要
- 形式 - プレストレスト・コンクリート箱桁
- 橋長 - 89.90m
- 支間長 - 37.00m
- 幅員 - 3.00m
- 橋脚 - 鋼管杭
- 基礎 - 場所打ちコンクリート杭
- 着工 - 1975年（昭和50年）10月
- 完成 - 1976年（昭和51年）3月

## アクセス
- 大阪シティバス 旭区役所区民センター前停留所下車
  - 地下鉄谷町線 関目高殿駅から33系統（大阪駅行）、33B・33C系統（総合医療センター行）、78系統（大阪駅行）

## 関連リンク
- CVV(Civil Veterans & Volunteers)HP：旭江野橋(ASAHIENO BRIDGE)